# Giuseppe Giacosa
Giuseppe Giacosa (Colleretto Parella, 21 de outubro de 1847 — Colleretto Parella, 1º de setembro de 1906) foi um dramaturgo, escritor e libretista italiano.